# Taxithelium friedense
Taxithelium friedense är en bladmossart som beskrevs av J.C. Norris och T. Koponen 1985. Taxithelium friedense ingår i släktet Taxithelium och familjen Sematophyllaceae. Inga underarter finns listade i Catalogue of Life.